# Narodni parki Etiopije
Narodni parki in druga zavarovana območja pokrivajo 17 % etiopskega kopnega. To so:

## Narodni parki
| Narodni park                | Regija                              | Ustanovitev | Površina       | Slika | Koordinate                                      | Upravljavec      |
| --------------------------- | ----------------------------------- | ----------- | -------------- | ----- | ----------------------------------------------- | ---------------- |
| Narodni park Abidžata-Šala  | Oromia                              | 1963        | 887 km²        |       | 7°31′46″N 38°31′07″E / 7.529554°N 38.518681°E   | Vlada Etiopije   |
| Narodni park Alitaš         | Amhara                              | 2006        | 2666 km²       |       | 12°06′32″N 35°33′13″E / 12.108911°N 35.553571°E | Vlada Etiopije   |
| Narodni park gorovja Arsi   | Oromia                              | 2011        | 10876 km²      |       |                                                 | Regionalna vlada |
| Narodni park Avaš           | Oromia in Afar                      | 1958        | 850 km²        |       | 9°04′42″N 39°59′36″E / 9.078332°N 39.993255°E   | Vlada Etiopije   |
| Narodni park Bedžimiz       | Benishangul-Gumuz in Amhara         | 2015        | ni prijavljeno |       |                                                 | Regionalna vlada |
| Narodni park Borana         | Oromia in Somali                    | 2017        | 45366 km²      |       | 04°07′N 38°34′E / 4.117°N 38.567°E              | Regionalna vlada |
| Narodni park Bale           | Oromia                              | 1962        | 2200 km²       |       | 6°53′09″N 39°44′05″E / 6.885713°N 39.734817°E   | Vlada Etiopije   |
| Narodni park Čebera Čurčura | Narodna regija jugozahodne Etiopije | 1997        | 1190 km²       |       | 6°53′14″N 36°38′11″E / 6.887221°N 36.636336°E   | Regionalna vlada |
| Narodni park Dati Volel     | Oromia                              | 1998        | 431 km²        |       |                                                 | Regionalna vlada |
| Narodni park Didesa         | Benishangul-Gumuz                   | 2017        | ni prijavljeno |       |                                                 | Regionalna vlada |
| Narodni park Gambela        | Gambela                             | 1966        | 5061 km²       |       | 8°00′17″N 34°03′51″E / 8.004614°N 34.064153°E   | Vlada Etiopije   |
| Narodni park Gerale         | Somali                              | 1998        | 3558 km²       |       | 4°21′56″N 40°57′44″E / 4.365541°N 40.962177°E   | Regionalna vlada |
| Narodni park Gibe Šeleko    | Narodna regija jugozahodne Etiopije | 2001        | 360 km²        |       |                                                 | Regionalna vlada |
| Narodni park Kafta Šeraro   | Tigraj                              | 1999        | 5000 km²       |       | 14°14′47″N 36°43′58″E / 14.24641°N 36.73279°E   | Vlada Etiopije   |
| Narodni park Loka-Abaja     | Narodna regija jugozahodne Etiopije | 2001        | 500 km²        |       |                                                 | Regionalna vlada |
| Narodni park Mao-Komo       | Benishangul-Gumuz in Oromia         | 2016        | ni prijavljeno |       |                                                 | Regionalna vlada |
| Narodni park Mago           | Narodna regija jugozahodne Etiopije | 1974        | 1942 km²       |       | 5°31′08″N 36°20′38″E / 5.518792°N 36.343935°E   | Regionalna vlada |
| Narodni park Maze           | Narodna regija jugozahodne Etiopije | 1997        | 202 km²        |       | 6°26′29″N 37°11′19″E / 6.441527°N 37.188633°E   | Regionalna vlada |
| Narodni park Nečisar        | Narodna regija jugozahodne Etiopije | 1966        | 750 km²        |       | 5°56′01″N 37°40′53″E / 5.933518°N 37.681282°E   | Vlada Etiopije   |
| Narodni park Omo            | Narodna regija jugozahodne Etiopije | 1980        | 4068 km2       |       | 6°0′N 35°50′E / 6.000°N 35.833°E                | Vlada Etiopije   |
| Narodni park Simien         | Amhara                              | 1959        | 412 km²        |       | 13°18′23″N 38°15′51″E / 13.306512°N 38.264118°E | Vlada Etiopije   |
| Narodni park Jangudi Rasa   | Afar                                | 1969        | 4731 km²       |       | 10°32′16″N 40°52′40″E / 10.537726°N 40.877762°E | Vlada Etiopije   |

### Predlagani narodni parki
- Narodni park Afarski trikotnik
- Narodni park soteske Modrega Nila
- Narodni park gozd Desa
- Narodni park Donkoro Čaka
- Narodni park jezera Abbe
- Narodni park Malka Guba
- Puščavski narodni park Ogaden

## Rezervati divjine
- Naravni rezervat Aledeghi
- Naravni rezervat Avaš-zahod
- Naravni rezervat Čelbi
- Naravni rezervat Degodi Lark
- Naravni rezervat Gevane
- Ohranitveno območje skupnosti Guasa
- Rezervat soteske Indeltu (Šebele).
- Naravni rezervat Mile-Serdo
- Naravni rezervat Šire
- Območje ohranjanja skupnosti Tama

## Zavetišča
- Zavetišče slončkov
- Zavetišče gore Kuni-Muktar Niala
- Zavetišče Senkele Svajnejeve kame
- Zavetišče za divje živali Jabelo

### Predlagana zavetišča
- Zavetišče Libenske ravnice
- Naravni rezervat Tullo Lafto-Sadden

## Nadzorovana lovišča
- Nadzorovano lovišče Afdem-Gevane
- Nadzorovano lovišče Akobo
- Nadzorovano lovišče Avaš zahod
- Nadzorovano lovišče močvirja Bojo
- Nadzorovano lovišče v dolini Dabus
- Vzhodno nadzorovano lovišče Hararghe
- Nadzorovano lovišče Erer-Gota
- Nadzorovano lovišče Mizan-Teferi
- Nadzorovano lovišče Murule
- Nadzorovano lovišče Omo zahod
- Nadzorovano lovišče doline Segen
- Nadzorovano lovišče Tedo

## Prednostna območja narodnih gozdov
- Narodno gozdno prednostno območje Abelti Gibie
- Narodno gozdno prednostno območje Abey-Albasa
- Narodno gozdno prednostno območje Abobo-Gog
- Narodno gozdno prednostno območje Aloshie-Batu
- Narodno gozdno prednostno območje Anferara-Wadera
- Narodno gozdno prednostno območje Arba-Minch
- Narodno gozdno prednostno območje Arero
- Narodno gozdno prednostno območje Babiya-Fola
- Prednostno območje narodnih gozdov Belete Gera
- Narodno gozdno prednostno območje Bonga
- Narodno gozdno prednostno območje Bore-Anferara
- Narodno gozdno prednostno območje Bulki-Melakoza
- Prednostno območje narodnih gozdov Butajira
- Narodno gozdno prednostno območje Chato-Sengi-Dengeb
- Narodno gozdno prednostno območje Chilalo-Gallema
- Narodno gozdno prednostno območje Chilimo-Gaji
- Narodno gozdno prednostno območje Deme-Laha
- Narodno gozdno prednostno območje Dengego-Melka Jedbu
- Desa – Narodno prednostno gozdno območje
- Narodno gozdno prednostno območje Dindin-Arbagugu
- Narodno gozdno prednostno območje Dire-Gerbicha
- Prednostno območje narodnih gozdov Dodola-Adaba-Lajo
- Narodno prednostno gozdno območje Gara Muleta
- Narodno prednostno gozdno območje Gebre Dima
- Narodno gozdno prednostno območje Gedo
- Narodno gozdno prednostno območje Gergeda
- Narodno gozdno prednostno območje Gidole-Kemba
- Narodno gozdno prednostno območje Godere
- Narodno gozdno prednostno območje Goro-Bele
- Narodno prednostno gozdno območje Gumburda-Grakaso
- Prednostno območje narodnega gozda Gura Ferda
- Prednostno območje narodnih gozdov Harena-Kokosa
- Narodno gozdno prednostno območje Jalo-Addes
- Narodno gozdno prednostno območje Jarso-Gursum
- Narodno gozdno prednostno območje Jibat
- Narodno gozdno prednostno območje Jorgo-Wato
- Narodno gozdno prednostno območje Kahatasa-Guangua
- Prednostno območje narodnih gozdov Komto-Waga-Tsige
- Narodno gozdno prednostno območje Konchi
- Narodno gozdno prednostno območje Kubayo
- Narodno gozdno prednostno območje Megada
- Prednostno območje narodnih gozdov Mena-Angetu
- Narodno gozdno prednostno območje Menagesha-Suba
- Narodno prednostno gozdno območje Munesa-Shashemene
- Narodno gozdno prednostno območje Negele (Mankubssa).
- Prednostno območje narodnih gozdov Sekela Mariam
- Narodno prednostno gozdno območje Sele Anderacha
- Prednostno območje narodnega gozda Sheka
- Narodno gozdno prednostno območje Sibu-Tole-Kobo
- Narodno gozdno prednostno območje Sigmo-Geba
- Narodno gozdno prednostno območje Tiro-Boter-Becho
- Narodno prednostno gozdno območje Wof-Washa
- Narodno gozdno prednostno območje Yabelo
- Prednostno območje narodnih gozdov Yayu
- Narodno gozdno prednostno območje Yegof-Erike
- Narodno gozdno prednostno območje Yeki
- Prednostno območje narodnega gozda Yerer

## Mednarodne oznake

### UNESCO-MAB Biosferni rezervati
- Biosferni rezervat Kafa
- Biosferni rezervat jezera Tana
- Gozdni biosferni rezervat Majang
- Gozdni biosferni rezervat Šeka
- Biosferni rezervat Jaju

### Svetovna dediščina
- Narodni park Bale
- Narodni park Simien